# 弗洛马顿 (阿拉巴马州)
弗洛马顿（英文：Flomaton），是美国阿拉巴马州下属的一座城市。面积约为5.09平方英里（约合13.17平方公里）。根据2010年美国人口普查，该市有人口1,440人，人口密度为283.13/平方英里（约合109.34/平方公里）。